# Henotesia wardiana
Henotesia wardiana är en fjärilsart som beskrevs av Charles Oberthür 1916. Henotesia wardiana ingår i släktet Henotesia och familjen praktfjärilar. Inga underarter finns listade i Catalogue of Life.